# Polytrichales
Polytrichales er en orden af mosser. Der er kun en enkelt familie.
| Familier |

- Polytrichaceae